# 句集
句集（くしゅう）は、連句、付句、発句、俳句などの作品を集めた書物。一人の作者によるものと複数の作者の句を集めたもの、ならびに自選・他選の別がある。
連歌では『菟玖波集』（1356年）の選定資料となった小槻量実の付句集が現存するうちでは最古。俳諧では定環の『犬俤』（1636年）が早い例である。俳諧の発句集は近世中期以降、故人の発句集や同門・知人の選による個人句集、名家の類題句集に混じり存命作家の自選句集なども現われるようになるが、現代のように個人の作家が生前に何部も自身の句集を出すことは稀であった。
近代俳句の句集は松瀬青々の『妻木冬之部』（1901年）が嚆矢とされている。これは季語別に編纂された句集で例句の上に季語が明示されており、その後内藤鳴雪など他の『ホトトギス』系の俳人が同じ体裁で句集を出した。大正期には自由律の中塚一碧楼が『一碧楼第二句集』（1920年）で、章立てを設けず自由に句を配列した句集を試みている。
長谷川零余子『雑草』（1924年）の、季語別編集に年代別の章立てを設けた形式を経て、阿波野青畝『万両』（1931年）あたりから純然たる制作年代順による配列がはじまり、現代まで最も多い句集のスタイルとなっている。飯田蛇笏の『山廬集』（1932年）のように、逆年代順に編成する句集もある。
山口誓子『黄旗』（1935年）は初の書き下ろし句集であるとともにテーマ別編集のはしりでもあり、以降連作俳句の流行と関連して新興俳人の多くがテーマ別の章立てを採用した。俳人が数年単位で句集を出すようになったのもこの頃からである。戦後は高柳重信の『蕗子』（1950年）より、一句集で一つの大きなテーマを設定する形が主に前衛派の俳人によって試みられている。